# Supungdam
De Supungdam (ook geschreven als Sup'ung, Shuifeng, Sui-ho) ligt bij de stad Sinuiju in de provincie Noord-P'yŏngan in Noord-Korea. De dam ligt in de Yalu op de grens tussen de Volksrepubliek China en Noord-Korea.
In 1937, toen Korea een kolonie was van het Keizerrijk Japan, werd de Yalu Hydroelectric Company opgericht voor de bouw van zeven waterkrachtcentrales met een totaal opgesteld vermogen van 1600 megawatt (MW). In hetzelfde jaar begon de bouw van de Supungdam. In 1941 was de stuwdam gereed en de eerste twee Francisturbines met generatoren van elk 100 MW geïnstalleerd. In 1943/44 kwamen nog eens vier turbines in bedrijf. De laatste en zevende generator was besteld in Duitsland, maar door de oorlog werd deze niet geleverd. In 1944 was dit de grootste waterkrachtcentrale in Azië en de op twee na grootste ter wereld. De opgewekte elektriciteit werd gebruikt op het hele Koreaanse schiereiland en in het zuiden van Mantsjoerije (destijds Mantsjoekwo).
In 1945 werd Noord-Korea bezet door het Sovjetleger. Twee jaar later werd de centrale deels ontmanteld en gingen drie generatoren naar een waterkrachtcentrale in de Irtysj in Kazachstan. In de tweede helft van de jaren vijftig werden de ontbrekende generatoren opnieuw geïnstalleerd. Het opgestelde vermogen werd verhoogd naar 630 MW. 
Op 23 juni 1952 werd de dam tijdens de Koreaanse oorlog, samen met drie andere dammen, gebombardeerd door de Amerikanen en gedeeltelijk verwoest. De centrale functioneerde niet meer, maar de dam was intact. De stroomvoorziening in Noord-Korea werd hierdoor ernstig gehinderd. Op 12 september 1952 en op 1 februari 1953 werden dam en centrale opnieuw gebombardeerd nadat er berichten waren dat de centrale weer deels functioneerde. Na de oorlog zijn de dam en centrale hersteld. De waterkrachtcentrale voedt grote delen van Noord-Korea en regio's in het noordoosten van de Volksrepubliek China.
De dam is 106 meter hoog en 853 meter lang. Het is een gewichtsdam gemaakt van beton. Naast de turbines is er een overlaat en een reserve overlaat om overtollig water veilig af te voeren. Het waterreservoir heeft een opslagcapaciteit van 14,6 km³, waarvan iets meer dan de helft ingezet kan worden voor de stroomopwekking. De dam is aan de basis 97 meter breed en 18 meter breed aan de kruin.